# Ulrich Dähnert
Hans Karl Ulrich Dähnert (* 25. November 1903 in Dresden; † 18. April 1999 ebenda) war ein deutscher wissenschaftlicher Bibliothekar, Philologe, Historiker, Orgelforscher und Orgelsachverständiger. Er gilt als einer der ersten Organologen, die historische Orgelforschung aus denkmalpflegerischer Sicht betrieben.

## Leben
Ulrich Dähnert bestand 1923 das Abitur am Annen-Realgymnasium. Er studierte nachfolgend Germanistik, Geschichte, Geografie, Philosophie und Jura an der Universität Leipzig. Dort wurde er 1932 mit einer Dissertation über Albertus Magnus promoviert. 1934 bestand er, ebenfalls in Leipzig, das Staatsexamen für das Höhere Lehramt. Ab 1933 arbeitete er an der Sächsischen Landesbibliothek in Dresden, zunächst als Volontär, ab 1935 unentgeltlich und erhielt 1936 eine Anstellung als Wissenschaftlicher Mitarbeiter.
Dähnert heiratete in den Kriegsjahren Gudrun Harlan (1907–1976), eine Tochter des Schriftstellers und Dramaturgen Walter Harlan und lebenslange Freundin der jüdischen deutsch-schwedischen Schriftstellerin und Lyrikerin Nelly Sachs. Er wurde 1942 in den Militärdienst eingezogen und kam schließlich in amerikanische Kriegsgefangenschaft (Entlassung September 1945). Wegen der seit April 1933 bestehenden Mitgliedschaft in der NSDAP wurde er im November 1945 aus dem Dienst in der sächsischen Landesbibliothek entlassen, in den er kurz zuvor wieder eingetreten war.
Ulrich Dähnert soll ein guter Klavier- und Orgelspieler gewesen sein und „entwickelte sich in den Nachkriegsjahren zu einem der Spezialisten auf dem Gebiet der Historie des sächsischen Orgelbaus“. Er wurde 1952 der erste Orgelsachverständige des sächsischen Landesamts für Denkmalpflege. In den folgenden vier Jahrzehnten trat Dähnert mit einer Reihe von zum Teil grundlegenden Arbeiten vor allem zum Orgelbau in Sachsen hervor, darunter Arbeiten über Gottfried Silbermann und den Orgelbau um Johann Sebastian Bach. Dähnerts Monographie über Zacharias Hildebrandt und sein Inventar Historische Orgeln in Sachsen sind bis heute Standardwerke.
1998 wurde Dähnert mit dem Sächsischen Verdienstorden ausgezeichnet. Die Begründung lautet: „Der Orgeldenkmalpfleger Herr Dr. Ulrich Dähnert war zwischen 1950 und 1980 für das damalige Institut für Denkmalpflege der DDR mit der Erforschung historischer Orgeln in Sachsen beschäftigt. Er engagierte sich auch unter materiell schwierigen Bedingungen als Orgel-Denkmalpfleger. Damit trug er in erheblichen Umfang zum Erhalt historischer Instrumente bei. Zugleich wirkte er mit seinem Lebenswerk auf viele Menschen identitätsstiftend.“

## Publikationen
(chronologisch absteigend)
- Zur Geschichte der Orgel in Obersachsen. In: Orgelkunst und Orgelforschung. Gedenkschrift Rudolf Reuter. Hrsg. von Winfried Schlepphorst. Bärenreiter, Kassel [u. a.] 1990, S. 21–30.
- Temperatur der Trost-Orgel in der Altenburger Schloßkirche. In: Acta Organologica. 20. Merseburger, Kassel/Berlin 1988, ISSN 0567-7874, S. 382–386.
- Winddruck und Fußmaß im sächsischen Orgelbau des 18. Jahrhunderts. In: Acta Organologica. 19. Merseburger, Kassel/Berlin 1987, ISSN 0567-7874, S. 209–215.
- Organs played and tested by J. S. Bach. In: J. S. Bach as Organist. His Instruments, Music, and Performance Practices. Hrsg. von George B. Stauffer. Indiana University Press / Batsford, Bloomington/London 1986, S. 3–24.
- Wind Pressure and the Unit of Foot-Measurement in the Organ-Building of 18th-century Saxony. In: The Organ Yearbook. Band 16. Hrsg. von Peter F. Williams. Knuf, Buren 1985, ISSN 0920-3192, S. 71–77.
- Orgelbaudenkmäler im obersächsischen Raum. Probleme der Konservierung und der Restaurierung. In: Musik des Ostens (Ostmittel-, Ost- und Südosteuropa). Band 9. Bärenreiter, Kassel 1983, ISSN 0580-3225, S. 223–239.
- Historische Orgeln in Sachsen. Ein Orgelinventar. Hrsg. vom Institut für Denkmalpflege. Verlag Das Musikinstrument / Deutscher Verlag für Musik, Frankfurt a. M. / Leipzig 1980 (1. Aufl.; 2. Aufl. Deutscher Verlag für Musik, Leipzig 1983).
- Geschichte der Schlosskirchen-Orgel in Altenburg. In: The Organ Yearbook. Band 10. Hrsg. von Peter F. Williams. Knuf, Buren 1979, ISSN 0920-3192, S. 48–62.
- Fritz Oehme: Handbuch über ältere, neuere und neueste Orgelwerke im Königreiche Sachsen. 3 Bde. Suppl. (incl. Orgelbauerverzeichnis mit biographischen Angaben) und Register. Hrsg. von Wolfram Hackel unter Mitarbeit von Ulrich Dähnert. Fotomechanischer Nachdruck d. Orig.-Ausg. Dresden 1889–1897. Peters, Frankfurt a. M., London, New York 1978.
- Gottfried Silbermann und seine Dresdener Wirksamkeit. In: Acta Organologica. Band 12 Merseburger, Kassel / Berlin 1978, ISSN 0567-7874, S. 113–130.
- Gottfried Silbermann und seine Dresdener Wirksamkeit. In: Sächsische Heimatblätter. Zeitschrift für sächsische Geschichte, Landeskunde, Natur und Umwelt. 24, Nr. 6. Zentrum f. Kultur, Geschichte / Kulturbund, Niederjahna / Dresden 1978, ISSN 0486-8234, S. 249–253.
- Johann Christian Kayser. In: Neue Deutsche Biographie. Band 11 (= Kafka-Kleinfercher). Duncker & Humblot, Berlin 1977, S. 383–384.
- Jehmlich, Gotthelf Friedrich. In: Neue deutsche Biographie. Band 10 (= Hufeland-Kaffsack). Duncker & Humblot, Berlin 1974, S. 386–387.
- (mit Peter F. Williams) The Newly Restored Silbermann Organ in the Catholic Court Church, Dresden. In: The Organ Yearbook. Band 4. Hrsg. von Peter F. Williams. Knuf, Buren 1973, ISSN 0920-3192, S. 122–126.
- Hildebrandt, Zacharias. In: Neue deutsche Biographie. Band 9 (= Hess-Hüttig). Duncker & Humblot, Berlin 1972, S. 130–131.
- Johann Sebastian Bach’s Ideal Organ. In: The Organ Yearbook. Band 1. Hrsg. von Peter F. Williams. Knuf, Buren 1970, ISSN 0920-3192, S. 20–37.
- Freiberg – die Stadt der Silbermann-Orgeln. In: Deutsches Bachfest (= Internationales Bachfest). Band 43. Hrsg. von der Neuen Bachgesellschaft 1968, S. 37–39.
- Die Silbermannorgel in Pfaffroda im Erzgebirge. In: Der Kirchenmusiker. 19. Merseburger, Berlin 1968, ISSN 0023-1819, S. 167–169.
- Die Orgellandschaften Sachsen und Thüringen. In: Acta Organologica. Band 1. Merseburger, Berlin 1967, ISSN 0567-7874, S. 46–62.
- Trost. In: Friedrich Blume (Hrsg.): Die Musik in Geschichte und Gegenwart (MGG). Erste Ausgabe, Band 13 (Syrinx – Volkstanz). Bärenreiter/Metzler, Kassel u. a. 1966, DNB 550439609, Sp. 828–829.
- Orgel in der Wehrkirche zu Mittelsaida. In: Der Kirchenmusiker. 17. Merseburger, Berlin 1966, ISSN 0023-1819, S. 250 f.
- Orgel in der Trinitatiskirche zu Kittlitz bei Löbau. In: Der Kirchenmusiker. 16. Merseburger, Berlin 1965, ISSN 0023-1819, S. 123–125.
- Ist das Hilbersdorfer Brüstungspositiv im Leipziger Musikinstrumenten-Museum ein Werk Gottfried Silbermanns?. In: Instrumentenbau. IZ. 18. Schmitt, Siegburg 1964, ISSN 0934-3962, S. 406–408.
- Betstuben-Orgelwerk im Bergbaugebiet von Freiberg. In: Der Anschnitt. Mitteilungsblatt der Vereinigung der Freunde von Kunst und Kultur im Bergbau. 15, Nr. 1. Glückauf, Essen 1963, ISSN 0003-5238, S. 26–34.
- Die Donat-Trost-Orgel in der Schlosskirche zu Eisenberg in Thüringen. In: Walcker-Hausmitteilung. Walcker, Ludwigsburg 1963 u. 1964, ISSN 0946-4190, Nr. 31, S. 10–24, und Nr. 32, S. 9–23.
- Deutsche Denkmalsorgeln. Orgel in der Kirche zu Straßberg bei Plauen i. Vogtland. In: Der Kirchenmusiker. 14, Nr. 1 Merseburger, Berlin 1963, ISSN 0023-1819 S. 19–21.
- Das Clavichord im Stadt- und Bergbaumuseum Freiberg i. Sa. In: Instrumentenbau. IZ. 16. Schmitt, Siegburg 1962, ISSN 0934-3962, S. 112–114.
- Der Orgel- und Instrumentenbauer Zacharias Hildebrandt. Sein Verhältnis zu Gottfried Silbermann und Johann Sebastian Bach. Hrsg. vom Institut für Denkmalpflege Dresden. Breitkopf & Härtel, Leipzig [1962].
- Mitteldeutschland. In: Orgel. In: Friedrich Blume (Hrsg.): Die Musik in Geschichte und Gegenwart (MGG). Erste Ausgabe, Band 10 (Oper – Rappresentazione). Bärenreiter/Metzler, Kassel u. a. 1962, DNB 550439609, Sp. 297–299. Abschnitt 9 im Lemma Orgel, Kap. V. Geschichte der Orgel seit 1500. Vorher bereits veröffentlicht in Die Orgel in Geschichte und Gegenwart. Das königliche Instrument. (= Veröffentlichung der Gesellschaft der Orgelfreunde 21). Gesellschaft der Orgelfreunde, Esslingen am Neckar 1961, S. 297–299. (Sonderdruck als Festgabe für die Mitglieder der Gesellschaft der Orgelfreunde anlässlich des zehnjährigen Bestehens der GdO.)
- Nicht ausgeführte Orgelbaupläne Gottfried Silbermanns insbesondere sein Dispositionsentwurf für St. Marien in Zwickau. In: Walcker-Hausmitteilung. Walcker, Ludwigsburg 1961, ISSN 0946-4190, Nr. 27, S. 1–6.
- Das Positiv im Stadt- und Bergbaumuseum zu Freiberg. In: Walcker-Hausmitteilung. Walcker, Ludwigsburg 1961, ISSN 0946-4190, Nr. 25 (Mai), S. 3–9.
- Die Orgel in der Schloßkirche zu Eisenberg. In: Schlosskapelle Eisenberg. Rat des Kreises, Abt. Kultur, Eisenberg 1960. 1.
- Zacharias Hildebrandt. Zu seinem 200. Todestag am 11.10.1957. In: Ars Organi. 5, 1957 ISSN 0004-2919, Nr. 11, S. 189–190. Dito in: Musik und Kirche.27, Bärenreiter, Kassel 1957 ISSN 0027-4771, S. 285–286.
- Die Orgel in der Wehrkirche zu Lauterbach. In: Unsere Heimat. Monatsblätter. 8. Kreisleitung, Marienberg 1957, DNB 01533290X, S. 11–13.
- Das Positiv in der Häuerbetstube des Stadt- und Bergbaumuseums zu Freiberg. In: Musik und Gesellschaft. Eine Monatsschrift. 4, [Nr.] 8. Hrsg. von Verband Deutscher Komponisten und Musikwissenschaftler. Henschel, Berlin 1954, ISSN 0027-4755 S. 25–26.
- Gottfried Silbermann als Erbauer von Orgeln und Klavierinstrumenten. In: Musik und Gesellschaft. Eine Monatsschrift. 3, [Nr.] 8. Hrsg. vom Verband Deutscher Komponisten und Musikwissenschaftler. Henschel, Berlin 1953, ISSN 0027-4755, S. 1–12, 13–17, 293–297.
- Die Orgeln Gottfried Silbermanns in Mitteldeutschland (= Forschungen zur sächsischen Kunstgeschichte. Band 2). Koehler & Amelang, Leipzig 1953 (Faksimile-Ausgabe mit Anhang [1969] von Berichtigungen und Zusätzen des Autors (= Bibliotheca organologica. Band 34) Frits Knuf, Amsterdam 1971.
- Die mitteldeutschen Orgeln Silbermanns. In: Natur und Heimat. Eine Monatsschr. mit Bildern 1. Hrsg. vom Deutscher Kulturbund, Kommission Natur- und Heimatfreunde des Präsidialrates. Urania / Sachsenverlag, Leipzig / Dresden 1953, DNB 012935182, S. 10–13.
- Bemerkenswerte Holzschnitt-Initialen deutscher Künstler in Wiegendrucken der Sächsischen Landesbibliothek. In: Graphische Jahrbücher. Monatsschrift für das gesamte graphische Gewerbe. 58. Hrsg. vom Technikum für Buchdrucker in Leipzig. Mäser, Leipzig 1937, DNB 01263056X, 8.
- Die Erkenntnislehre des Albertus Magnus, gemessen an den Stufen der „Abstractio“. Mit einem ausführlichen systematischen Sachverzeichnis und einer monographischen Bibliographie Albertus Magnus. Dissertation 1932 (Universität Leipzig. Ersch.: [= Studien und Bibliographien zur Gegenwartsphilosophie. Band 4]. Gerhardt, Leipzig 1933). Hirzel, Leipzig 1934.